# Ezer Weizman
Ezer Weizman (født 15. juni 1924, død 24. april 2005) var en israelsk politiker og officer. Han var israelsk præsident fra 1993 til 2000. Han var nevø af Israels første præsident Chaim Weizmann.